# 5-Nitrosalicylsäure
5-Nitrosalicylsäure ist eine organische chemische Verbindung, die sowohl zur Stoffgruppe der Phenole als auch zur Stoffgruppe der aromatischen Carbonsäuren gehört. Sie ist damit eine Phenolsäure.

## Darstellung
5-Nitrosalicylsäure kann aus Salicylsäure durch Nitrierung in schwefelsaurer Lösung gewonnen werden.

## Verwendung
5-Nitrosalicylsäure dient als Ausgangsstoff für die Herstellung von 5-Aminosalicylsäure (Mesalazin), das wiederum Ausgangssubstanz für zahlreiche pharmazeutische Produkte ist (Weltbedarf 300 Tonnen / Jahr).

## Reaktionen
Bromieren von 5-Nitrosalicylsäure mit elementarem Brom in Eisessig liefert 3-Brom-5-nitrosalicylsäure, deren Schmelzpunkt bei 222 °C liegt.
Über diese 3-Brom-5-nitrosalicylsäure ist auch die 3-Bromsalicylsäure (CAS-Nummer: 3883-95-2, Schmelzpunkt bei 184 °C) durch Reduktion und Diazotierung zugänglich.